# Orgeln der Lutherkirche (Asseln)
Die beiden Orgeln der Lutherkirche in Asseln wurden in den Jahren 1906 sowie 1982 von der Orgelbaufirma P. Furtwängler & Hammer bzw. von deren Nachfolgefirma Emil Hammer Orgelbau errichtet. Die Hauptorgel mit 24 Registern befindet sich auf der südlichen Empore. Die Chororgel mit 11 Registern befindet sich in einer Mauernische im Chorraum.

## Hauptorgel

### Baugeschichte

#### Neubau 1906 durch P. Furtwängler & Hammer

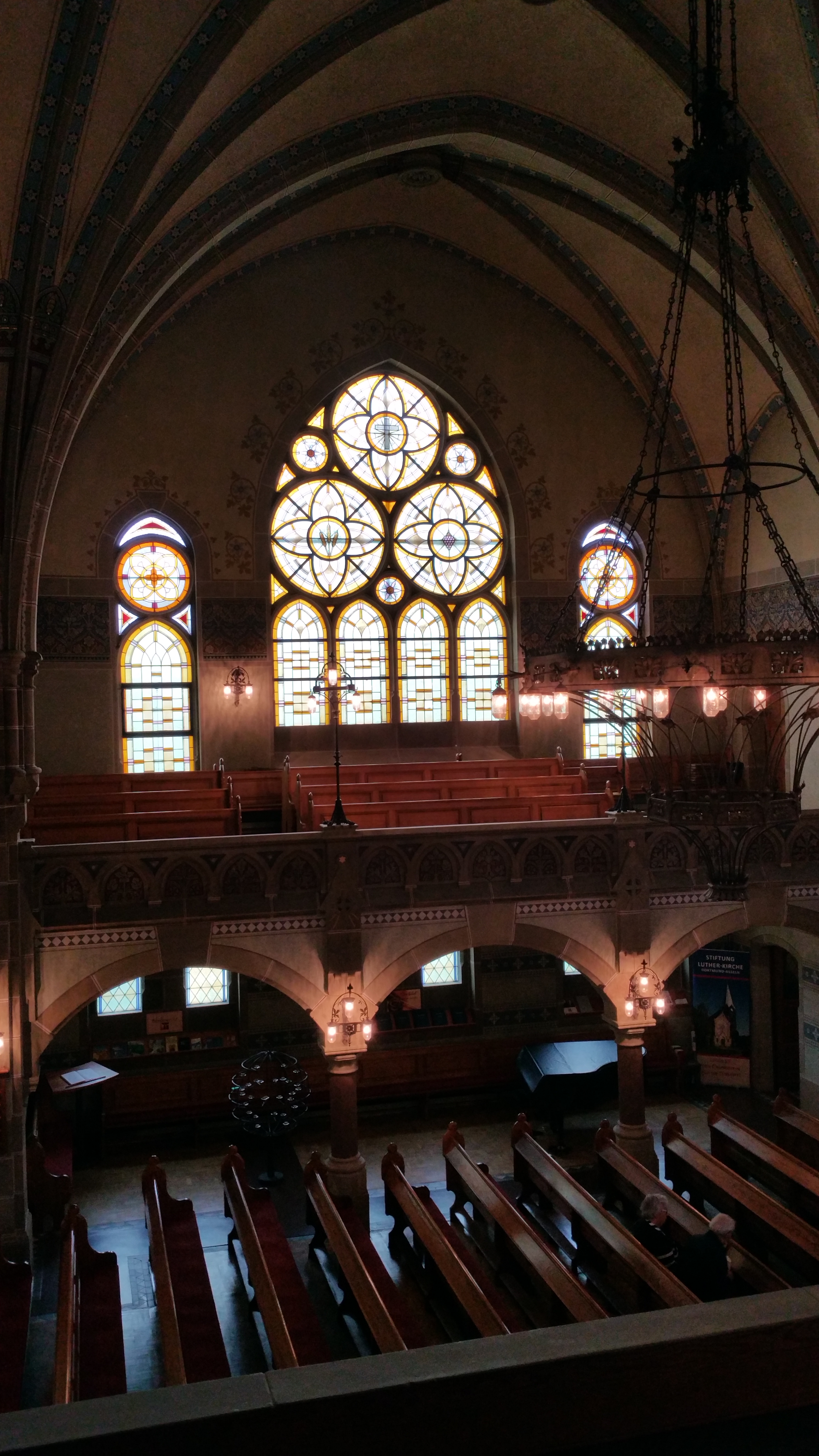
Ansicht der Nordempore mit Neogotischem Maßwerkfenster

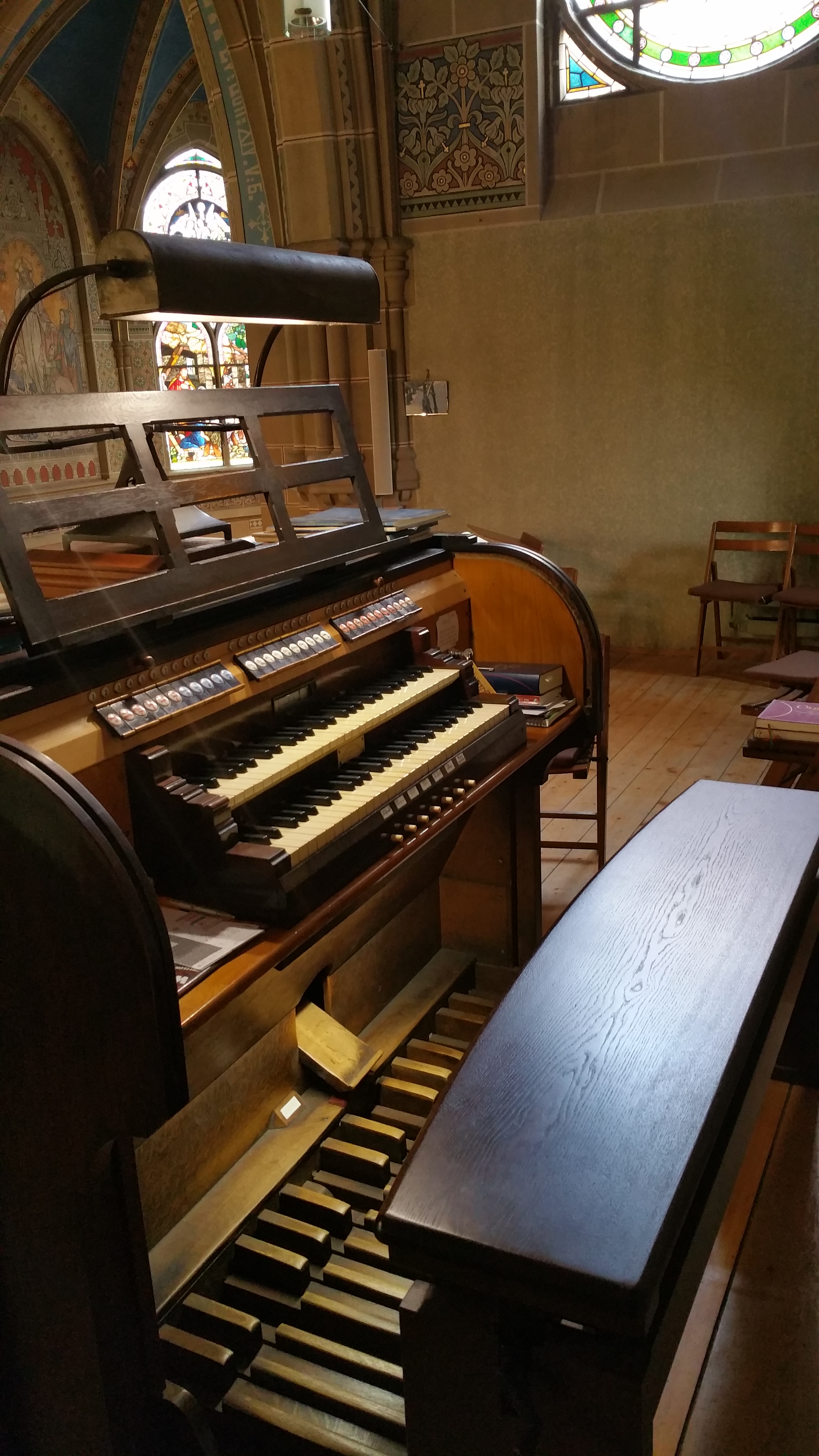
Originalspieltisch Hauptorgel, Orgelbank neu

Im Zuge der Planungen für den Neubau der Kirche 1903/1904 wurde auch der Neubau der Orgel konzipiert. Auf der südlichen Empore wurde hierzu eine separate Orgelkammer errichtet, in der das spätromantisch geprägte Orgelwerk (II+P/24) als Opus 561 der Erbauerfirma eingebaut ist. Der Prospekt der Orgel ist mit stummen Pfeifen bestückt. Die ungewöhnliche Gestaltung des Prospektes entspricht dem Maßwerk des gegenüberliegenden Kirchenfenster. Als weitere Besonderheit befindet sich das gesamte Orgelwerk in einem großen Schwellkasten.

#### Restaurierung 1985 durch Emil Hammer Orgelbau
Bis auf zwei einfache Ausreinigungen im Abstand von 30 Jahren wurden keinerlei Veränderungen oder Reparaturen seit der Errichtung vorgenommen, sodass in den 1970er Jahren erste Ausfälle der pneumatischen Steuerung auftraten, die zum Ende des Jahrzehnts fast zur Unbespielbarkeit des Instruments führten.
1980 wurden erste Überlegungen zum Neubau einer Orgel mit Schleifladen angestellt, eine beträchtliche Anzahl der vorhandenen Register sollte übernommen werden. Die an den Überlegungen beteiligte Orgelbaufirma Emil Hammer Orgelbau regte im Verlauf der Neukonzeption an, die im fast völlig unveränderten Originalzustand vorhandene Orgel ebenfalls zu restaurieren, um so die Einheit von Klang und Raum der damals frisch restaurierten Kirche zu erhalten. Der Vorschlag wurde vom Auftraggeber akzeptiert.
Bei der Restaurierung wurde besonderer Wert darauf gelegt, keine konzeptionellen Änderungen (weder klanglich noch technisch) an der Orgel vorzunehmen, sondern sich ausschließlich auf die Wiederherstellung des ursprünglichen Zustandes zu beschränken. Lediglich die ursprünglich feste Verbindung des Cornett III mit Concertflöte und Flauto dolce wurde gelöst. Weiterhin wurde der Registerzug des Kalkantenrufes umgenutzt, er dient zum An- bzw. Ausschalten des Tremulanten. Mit der Wiedereinweihung am 1. September 1985 konnte die Restaurierung des einzigartigen historischen Instruments – eines der wenigen unveränderten Zeugnisse pneumatischer Orgeln der Jahrhundertwende – abgeschlossen werden.

### Disposition seit 1906
| I Hauptwerk C–g3 |        |         |
| Bordun           | 16′0   | [ R 1 ] |
| Prinzipal        | 08′    | [ R 2 ] |
| Gamba            | 08′    | [ R 3 ] |
| Harmonieflöte 0  | 08′    | [ R 4 ] |
| Gemshorn         | 08′    | [ R 2 ] |
| Octave           | 04′    |         |
| Rohrflöte        | 04′    |         |
| Octave           | 02′    |         |
| Mixtur IV        | 2 ⁄3′0 |         |
| Trompete         | 08′    | [ R 3 ] |

| II Nebenwerk C–g3  |        |         |
| Geigen-Principal   | 08′    | [ R 2 ] |
| Concertflöte       | 08′    | [ R 2 ] |
| Lieblich Gedeckt 0 | 08′    | [ R 1 ] |
| Salicional         | 08′    | [ R 2 ] |
| Aeoline            | 08′    | [ R 3 ] |
| Vox celestis       | 08′    | [ R 5 ] |
| Flauto dolce       | 04′    |         |
| Cornett III        | 2 ⁄3′0 | [ R 6 ] |
| Oboe               | 08′    | [ R 7 ] |
| Tremulant          |        |         |

| Pedal C–f1   |      |         |
| Violon       | 16′  |         |
| Subbaß       | 16′  |         |
| Gedecktbaß 0 | 16′  |         |
| Oktavbass    | 08′  |         |
| Posaune      | 16′0 | [ R 8 ] |

- Koppeln:
  - Normalkoppeln:  II/I, I/P, II/P [K 1]
  - Superoktavkoppeln:  I/I [K 2]
  - Suboktavkoppeln:  II/II [K 3]
  - Feste Kombination:  II/I + Sub II/I [K 4]
- Spielhilfen:
  - Feste Kombinationen Fortepedal, Pianopedal, Tutti, Forte, Mezzoforte, Piano, Handregister [S 1]
  - Rohrwerksauschalter, Kalkantenruf (heute Tremulant an/aus) [S 2]
  - Jalousieschweller (wirkt auf die gesamte Orgel) Balanciertritt mit optischer Anzeige

Anmerkungen Register
1. 1 2  C–h0 Holz
2. 1 2 3 4 5  C–H Holz
3. 1 2 3  C–H Zink
4. ↑  ab h0 Überblasend
5. ↑  Kombiniert mit Aeoline, c0–g3 Metall (Schwebung zur Aeoline)
6. ↑  War fest verbunden mit Concertflöte und Fauto dolce, feste Verbindung wurde gelöst
7. ↑  Becher Metall
8. ↑  Becher Zink

Anmerkungen Koppeln
Originalbezeichnungen am Spieltisch:
1. ↑  Manualkoppel II–I., Pedalkoppel I., Pedalkoppel II.
2. ↑  Superoctavkoppel I.
3. ↑  Suboctavkoppel II.
4. ↑  Grund- & Suboctavkoppel II–I.

Anmerkungen Spielhilfen
1. ↑  Feste Kombinationen in der Originalreihenfolge als Druckknopf unter dem I. Manual, gegenseitig auslösend, Generalauslöser als Stift unterhalb des Spieltisches
2. ↑  Rohrwerksausschalter und Kalkantenruf sowie sämtliche Koppelschalter sind als Registerwippen gebaut, diese besitzen ein weißgrundiges Porzellanmedaillon mit roter Schrift

### Technische Daten
- 24 Register, 1.520 Pfeifen
  - Winddruck in den einzelnen Werken in 90 mmWS.
- Taschenladen
- Spieltisch:
  - Freistehend, parallel mit Blick in die Kirche und abschließbarem Rolldeckel
  - 2 Manuale, Untertasten Elfenbein, Obertasten Ebenholz
  - Pedal, parallel
  - Registerwippen, Ebenholz mit farbigen Porzellanmedaillons (eine Reihe oberhalb des Schwellanzeigers)
  - Schwelltritt mit Anzeige (oberhalb des zweiten Manuals)
- Traktur:
  - pneumatische Tontraktur
  - pneumatische Registertraktur
- Stimmung:
  - Höhe a1= 440 Hz
  - Gleichstufige Stimmung

## Chororgel

### Baugeschichte

#### Neubau 1982 durch Emil Hammer Orgelbau

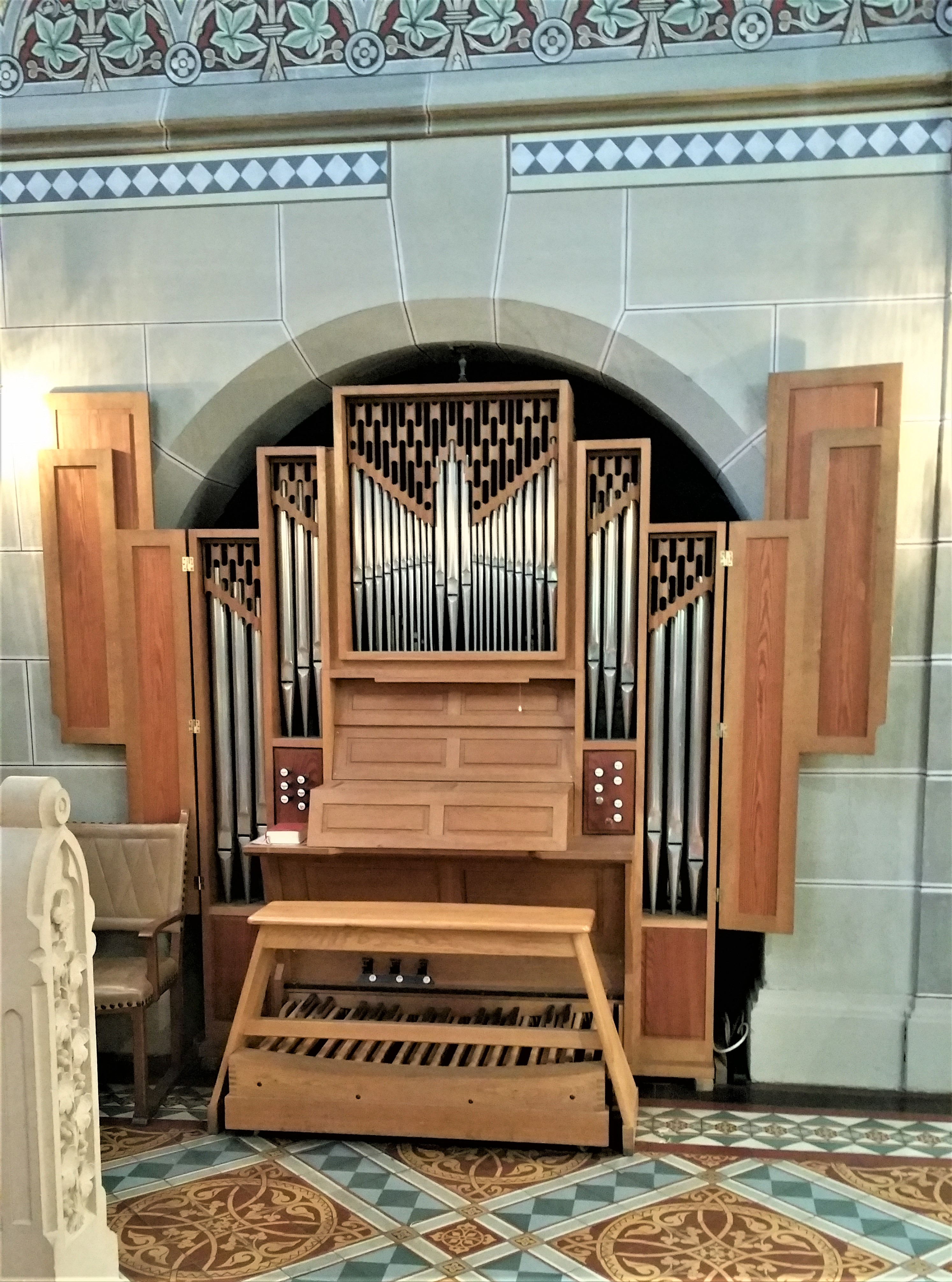
Chororgel

Die Chororgel (2+P/11) wurde 1982 in der südlichen Seitenwand in einer Mauernische des Chorraumes aufgestellt. Sie ist das Opus 1825 der Werkstatt Hammer und ist barock disponiert. Die vollmechanische Schleifladenorgel ist sowohl in der Kirche als auch in der Trauerhalle (ehemaliger, historischer Chorraum) zu hören. Die Orgelabnahme erfolgte am 29. Mai 1982.

Nachträglich wurde die Disposition erweitert, das 2. Manual wurde um das Register Holzgedackt 8′ und um einen Tremulanten ergänzt.

### Disposition seit 1985
| I Hauptwerk C–g3 |               |        |
| 1.               | Rohrflöte     | 8′     |
| 2.               | Prestant      | 4′     |
| 3.               | Gedackt       | 4′     |
| 4.               | Nasat         | 2 ⁄3′  |
| 5.               | Schwiegel     | 2′     |
| 6.               | Terz (ab h0)0 | 1 3⁄5′ |

| II Positiv C–g3 |              |    |
| 07.             | Rohrflöte    | 4′ |
| 08.             | Regal        | 8′ |
| 09.             | Holzgedackt0 | 8′ |
| 10.             | Sifflöte     | 1′ |
|                 | Tremulant    |    |

| Pedal C–f1 |          |     |
| 11.        | Rankett0 | 16′ |

- Koppeln: 
  - Normalkoppeln:  II/I, I/P, II/P.

### Technische Daten
- 11 Register
- Gehäuse, Prospekt:
  - Material: Lärche
- Schleiflade
- Spieltisch:
  - vorderspielig angebauter Spieltisch mit verschließbaren Manualen
  - 2 Manuale, Untertasten helles, Obertasten dunkles Holz
  - Pedal, parallel, doppelt geschweift
  - Registerzüge rechts und links, offen neben den Manualen
- Traktur:
  - Mechanische Tontraktur
  - Mechanische Registertraktur